# Aire d'attraction de Plancoët
L'aire d'attraction de Plancoët est un zonage d'étude défini par l'Insee pour caractériser l’influence de la commune de Plancoët sur les communes environnantes. Publiée en octobre 2020, elle se substitue à l'aire urbaine de Plancoët, qui comportait 2 communes dans le dernier zonage qui remontait à 2010.

## Définition
L'aire d'attraction d'une ville est composée d’un pôle, défini à partir de critères de population et d’emploi ainsi que d’une couronne constituée des communes dont au moins 15 % des actifs travaillent dans le pôle. Le pôle d’attraction constitue ainsi un point de convergence des déplacements domicile-travail,.

## Type et composition
L’aire d'attraction de Plancoët est une aire intra-départementale qui comporte 2 communes dans les Côtes-d'Armor. 
Elle est catégorisée dans les aires de moins de 50 000 habitants.
Dans la région, la population est relativement peu concentrée dans les pôles. Ainsi, moins d’un tiers de la population y vit contre plus de la moitié au niveau national. Ce n’est pas le cas pour l’aire d'attraction de Plancoët qui présente une population de 3 873 habitants localisés dans la région et dont 77,8 % résident dans le pôle.
En Bretagne, la population augmente de 0,6 % par an en moyenne entre 2007 et 2017 (+ 0,5 % en France). Pour l’aire de Plancoët, elle est de 0,1 %. Le nombre d’emplois présents dans l’aire d’attraction est de 1 655.

### Carte

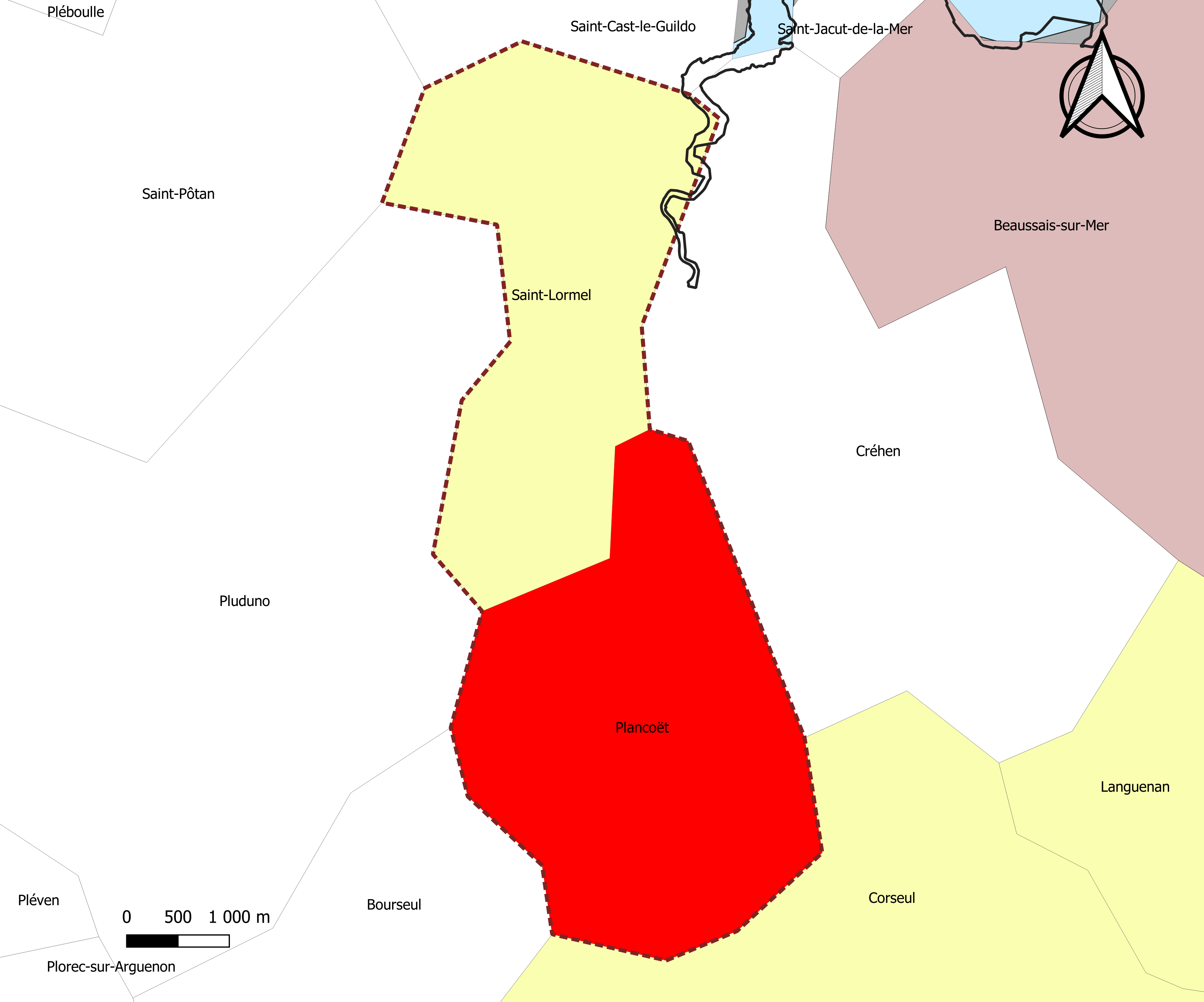
Carte de l'aire d'attraction de Plancoët.
Commune-centre
Commune de la couronne

### Composition communale
| Nom                       | Code Insee | Département   | Statut                 | Superficie (km2) | Population (dernière pop. légale) | Densité (hab./km2) | Modifier                                    |
| ------------------------- | ---------- | ------------- | ---------------------- | ---------------- | --------------------------------- | ------------------ | ------------------------------------------- |
| Plancoët (commune-centre) | 22172      | Côtes-d'Armor | commune-centre         | 11,49            | 3 095 (2022)                      | 269                | modifier les données · modifier les données |
| Saint-Lormel              | 22311      | Côtes-d'Armor | commune de la couronne | 9,77             | 883 (2022)                        | 90                 | modifier les données · modifier les données |